# SN 1999gn
SN 1999gn — сверхновая звезда II типа, вспыхнувшая 17 декабря 1999 года в галактике M61, которая находится в созвездии Дева.

## Характеристики
Сверхновая была зарегистрирована итальянским астрономом-любителем Алессандро Димаи (итал. Alessandro Dimai). Наблюдения показали, что взрыв относится ко II типу, то есть его источником была массивная звезда, у которой сколлапсировало тяжёлое ядро, сбросив оболочку во внешнее пространство. Согласно анализам спектра, скорость выброса вещества равнялась приблизительно 5300 км/ч.
Событие произошло на расстоянии около 52 миллионов световых лет от нас — в спиральной галактике M61. Местоположение сверхновой — 31,7" к востоку и 39,8" к югу от центра родительской галактики, в одном из её рукавов. Помимо SN 1999gn, в М61 были зарегистрированы ещё 5 сверхновых.